# 代茶冬青
代茶冬青（學名：Ilex vomitoria）是原產於北美洲東南部的冬青，包括美國馬里蘭州南至佛羅里達州及西至奧克拉荷馬州及德克薩斯州與墨西哥恰帕斯州。
代茶冬青是一種常綠植物，高5-9，樹幹平滑及呈淺灰色，枝條纖細有毛。葉子互生，呈卵形至橢圓形，尖端圓形，葉緣有鈍齒或粗鋸齒，長1-4.5公分，寬1-2公分，頂面有光澤呈深綠色，底面較淡色。花朵直徑長5-5.5公釐，有四瓣的花冠，花白色。果實細小，直徑長4-6公釐，呈紅色（有時黃色），有4顆種子，靠鳥類吃果實來傳播。它們與卡氏冬青不同的地方是其較細小的葉子，兩種植物葉子尖端的形狀也不一樣，代茶冬青的葉尖為圓形，卡氏冬青的葉尖為銳尖形。

## 生態

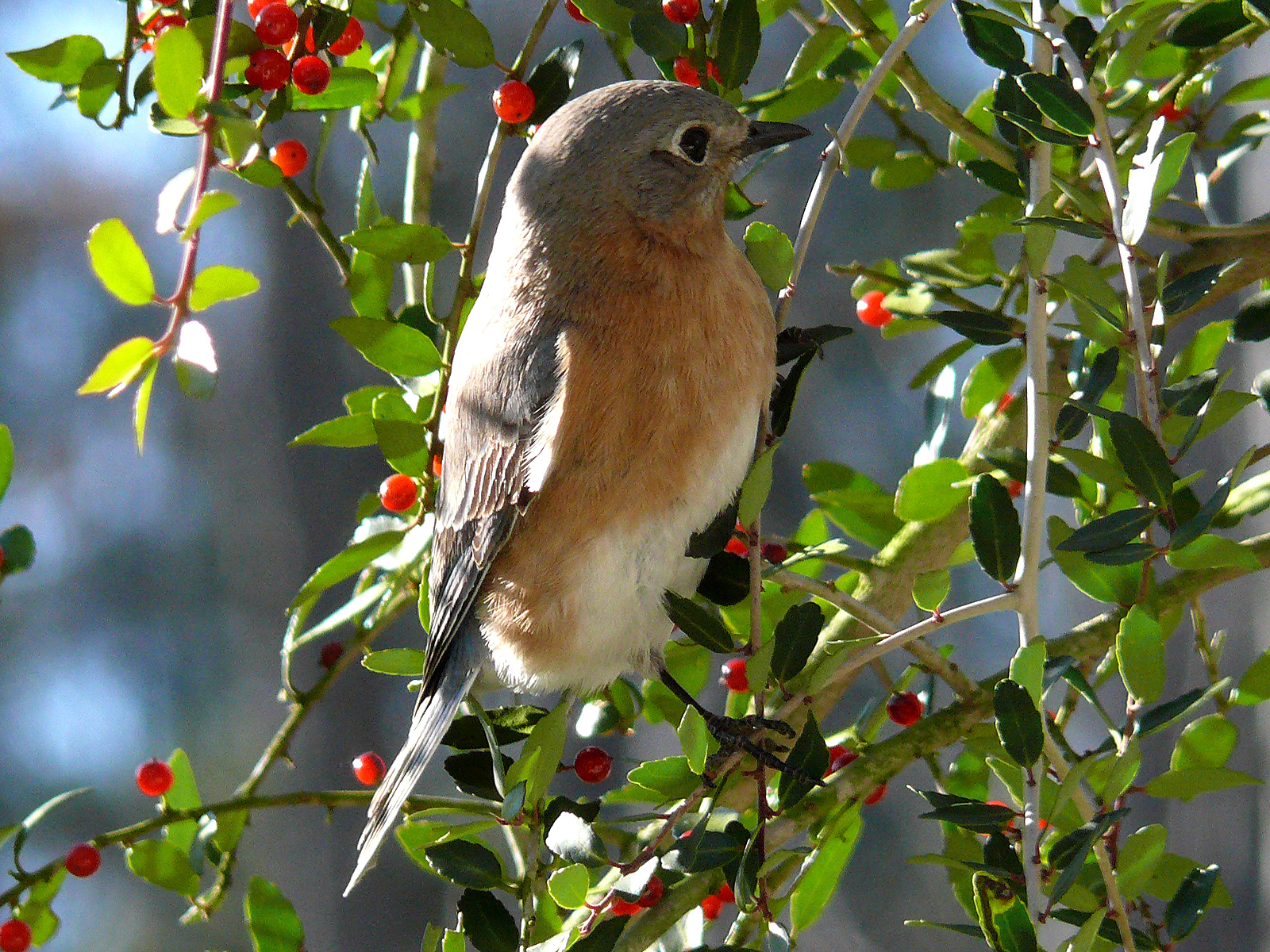
一隻東藍鴝正在吃代茶冬青的果實。

代茶冬青一般生長在近岸有良好去水的沙質土壤，而在鹽質沼澤、沙丘、非濱岸濕地、森林及松矮林中亦可發現。
代茶冬青的果實是很多鳥類的重要食物，如紅嘴鴨、綠嘴黑鴨、哀鴿、皺領松雞、美洲蒙面雉、野生火雞、撲動鴷、吸汁啄木鳥、雪松太平鳥、東藍鴝、美洲鶇、北美貓鳥、北方嘲鶇及白喉雀。而吃代茶冬青果實的哺乳動物有九帶犰狳、美洲黑熊、灰狐、浣熊及鼬鼠等。而白尾鹿亦會吃其葉子及樹枝。

## 種植及用途
美洲原住民將代茶冬青的葉子及樹幹製成一種茶，專供男性潔淨禮儀之用。典禮上包括了嘔吐的一環，而歐洲人卻誤會是代茶冬青所造成。其主要成份有咖啡因，而嘔吐可能是禁食且喝下大量代茶冬青所造成。